# Filip Halstensson

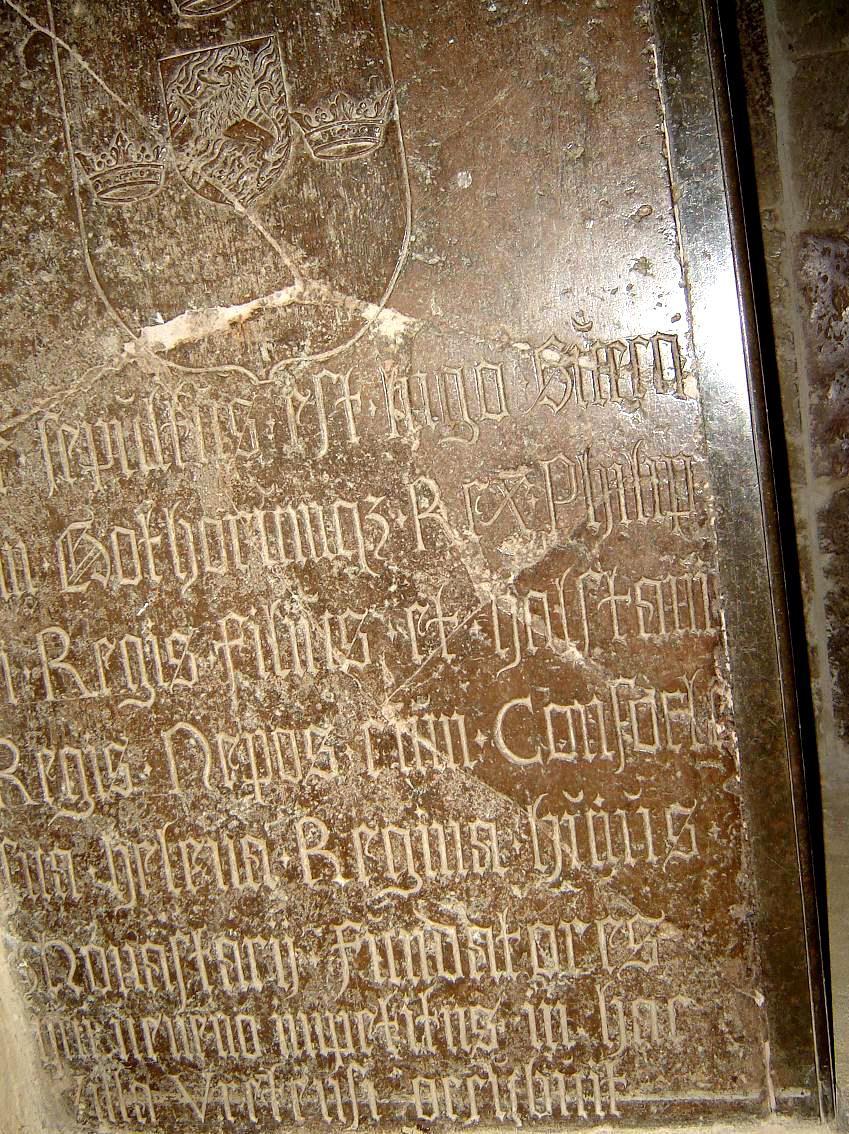
Còpia del d'una làpida del rei Inge el Jove a l'abadia de Vreta, amb alguna informació inexacta sobre seu, encara que probablement col·locat correctament sobre el sepulcre del rei Filip prop de l'altar de l'església.

Filip Halstensson fou rei de Suècia de c. 1105–1110 fins al 1118. Era fill de rei Halsten Stenkilsson i nebot del rei Inge el Vell. Filip i el seu germà Inge el Jove regnaren conjuntament a partir de 1105/10 i com a successors del seu oncle el rei Inge el Vell. Segons les cròniques del Västgötalagen fou un bon rei. Poc més se sap d'ell. Difícilment se sap menys de cap altre rei suec després de la Cristianització del país.
Segons la saga Hervarar, només governà breument i estigué casat a Ingegard, la filla del rei noruec Harald Hardrada. Filip probablement fou enterrat amb el seu germà Inge el Jove a l'abadia de Vreta (Vreta kloster och kyrka) a Linköping (Östergötland, Suècia).